# Phorocera venusa
Phorocera venusa là một loài ruồi trong họ Tachinidae.